# نيكولا يوفانوفيتش (كرة سلة)
نيكولا يوفانوفيتش (بالصربية: Никола Јовановић) مواليد 6 يناير 1994 في بلغراد، صربيا والجبل الأسود، هو لاعب كرة سلة صربي. بدأ مسيرته الاحترافية في سنة 2016. يلعب مع ويستتشستر نيكس في دوري الرابطة الوطنية لفئة التطوير كلاعب وسط. يحمل الرقم 52. يبلغ طوله 6 قدم 11 بوصة (2.1 م).

## روابط خارجية
- نيكولا يوفانوفيتش على موقع سبورتس رفرنس (الإنجليزية)
- نيكولا يوفانوفيتش على موقع كرة السلة الأوروبية.كوم (الإنجليزية)
- نيكولا يوفانوفيتش على موقع DraftExpress.com (الإنجليزية)
- نيكولا يوفانوفيتش على موقع إي إس بي إن.كوم (الإنجليزية)
- نيكولا يوفانوفيتش على موقع كلية كرة السلة في سبورتس رفرنس.كوم (الإنجليزية)
- نيكولا يوفانوفيتش على موقع ريلجم (الإنجليزية)
- نيكولا يوفانوفيتش على موقع بروبوليرز (الإنجليزية)
- نيكولا يوفانوفيتش على موقع سبورتس رفرنس (الإنجليزية)
- نيكولا يوفانوفيتش على موقع سبورتس رفرنس (الإنجليزية)